# Jean Raymond Folch III de Cardona
Pour les articles homonymes, voir Cardona (homonymie).
Pour les autres membres de la famille, voir Famille Folch de Cardon.
Jean Raymond III Folch de Cardona (né le 9 janvier 1418 - mort le 18 juin 1486) est comte de Prades et baron d'Entença, fiefs dont il hérite de sa mère, héritière du comté de Prades, Jeanne de Prades, en 1441, et comte de Cardona et vicomte de Vilamur, dont il hérite de son père, le comte de Cardona, Jean Raymond II Folch de Cardona en 1471.
Guerrier courageux et infatigable, il est un des nobles les plus proches des rois d'Aragon, en particulier Jean II, qu'il soutient infailliblement durant la guerre civile catalane, où il est capitaine général des armées royales. Il obtient plusieurs avantages et récompenses des rois aragonais pour prix de ses services. Entre 1477 et 1479, il est vice-roi de Sicile. Il est un des artisans de la fortune familiale des Folch de Cardona.

## Biographie

### Jeunesse
Jean Raymond III naît en 1418, certainement dans le château familial d'Arbeca. Il est le fils de Jean Raymond II, lui-même comte de Cardona, et de Jeanne, héritière du comté de Prades.
En 1441, Jean Raymond III hérite des titres de sa mère et devient comte de Prades et baron d'Entença. En 1445, il épouse Jeanne d'Urgell, fille du comte d'Urgell Jacques II et d'Isabelle d'Aragon, fille du roi d'Aragon Pierre IV et veuve du comte de Foix Jean Ier. Ainsi, les Cardona sont apparentés à la famille royale, ce qui place Jean Raymond III parmi les plus proches cousins du roi. Signe qu'il est déjà un des nobles les plus influents du royaume d'Aragon, il participe activement aux Cortes du royaume entre 1449 et 1455. À la suite de la mort de Jeanne d'Urgell en 1455, il se remarie avec Isabelle de Cabrera, fille du vicomte de Cabrera et grand connétable Bernard Jean, mais leur union reste sans enfant. Il devient également ambassadeur du roi Alphonse V auprès du pape.

### La guerre civile catalane
En 1461, la Généralité de Catalogne réclame au roi d'Aragon Jean II la libération de Charles de Viane, fils de Jean II et héritier du royaume de Navarre de sa mère Blanche Ire. Jean Raymond III est alors conseiller de la Généralité, mais la rivalité avec son neveu, le comte de Pallars Sobirà Hugues Roger III, et sa fidélité au roi le rangent finalement dans le camp du roi.
Lorsque la guerre civile catalane, qui oppose Jean II à la Députation de la Généralité, éclate en mai 1462, Jean Raymond III est auprès du roi. Comme capitaine général des armées royales, il porte secours à la reine et à son fils Ferdinand, assiégés par Hugues Roger III et les armées catalanes dans la forteresse de la Força Vella de Gérone.
Brillant capitaine, il remporte des victoires importantes pour le roi à Rubinat, Calaf, Cervera, Berga, Sabadell, Sant Cugat et Martorell. Le 26 novembre 1471, il remporte une importante victoire sur le fleuve Besòs, à la Torre Balldovina, près de Santa Coloma de Gramenet. Le siège de Barcelone commence alors, tandis que Jean Raymond III mène des opérations dans l'Empordan afin de soumettre les dernières rébellions. La reddition de la capitale catalane donne lieu au capitulations de Pedralbes.

### Politique d'élévation familiale
En récompense de sa fidélité au roi, Jean Raymond III obtient en 1467 le mariage de son fils, Jean Raymond IV, avec une demi-sœur de la reine Jeanne, Aldonça Enríquez.
Quand son père, Jean Raymond II, meurt en 1471, il hérite des titres de son père, ainsi que du prestigieux office d'amiral d'Aragon. Lorsque été mort son beau-père, Bernard Jean de Cabrera, en 1466, il en avait occupé les terres. Mais le roi Jean II l'oblige à y renoncer en faveur de J. de Sarriera i B. d’Armendaris, car il souhaite s'attacher leur fidélité. En échange, il est nommé par le roi au poste d’arrendatari des droits de la Généralité de Catalogne.

### En France et en Italie
Une fois la guerre terminée, le roi d'Aragon se tourne vers la France. En effet, le roi Louis XI, pour prix de son alliance, n'a pas, comme il était convenu, temporairement mais définitivement occupé les comtés du Roussillon et de Cerdagne. Jean Raymond III fait alors campagne dans le Roussillon en 1473. L'année suivante, il est envoyé en mission avec Bernabé Assam afin d'établir la paix avec le roi de France. Celui-ci retarde les pourparlers et les retient prisonniers jusqu'en 1475.
En 1476, Jean Raymond III accompagne l'infante Jeanne, qui doit épouser son cousin, le roi de Sicile péninsulaire (ou de Naples) Ferdinand Ier. Il passe en Sicile (insulaire) et est nommé vice-roi de Sicile. Il est chargé en particulier de réprimer la révolte de Léonard d'Alagon et d'Arborée en Sardaigne. Il quitte ses fonctions deux ans plus tard en 1479.

### Derniers combats en Aragon
Rentré en Aragon, Jean Raymond III jouit d'un très grand prestige et d'une grande richesse. À la mort du roi Jean II en 1479, il devient l'homme de confiance de son héritier, Ferdinand II. Il l'accompagne dans ses voyages avec la reine de Castille Isabelle, dans les États de Castille et en Estrémadure.
En 1482, le comte de Pallars Sobirà Hugues Roger III reprend les armes contre le roi, occupe le val d'Aran et la baronnie d'Erill, attaque les terres de l'évêque d'Urgell et la vicomté de Vilamur, qui appartient à Jean Raymond III. Le roi d'Aragon, qui réside alors à Cordoue, confie à Jean Raymond III et son fils, Jean Raymond IV, le soin de réprimer la révolte du comte de Pallars Sobirà. En 1484, ils s'emparent de la baronnie de Ponts, qui appartenait à l'épouse de Hugues Roger III, Catherine Albert i de Cardona, puis mettent la main sur Salas et Aramunt.
Le 22 septembre 1484, les remences, paysans serfs de Catalogne menés par Pere Joan Sala déclenchent la seconde guerre des remences à Granollers de Rocacorba. Ils occupent Granollers, mais sont vaincus le 24 mars 1485 à Llerona par Jean Raymond III. Il participe au printemps 1486 aux négociations qui débouchent sur la Sentence arbitrale de Guadalupe.

### Mort
Jean Raymond III meurt, avant la fin de la guerre dans le Pallars, le 18 juin 1486.

## Mariage et descendance
Jean Raymond Folch III épouse en 1445 Jeanne d'Urgell, troisième fille du comte d'Urgell Jacques II et d'Isabelle d'Aragon, fille du roi d'Aragon Pierre IV. De cette union sont issus :
- Jacques de Cardona ;
- Jean Raymond Folch IV de Cardona (1446-1513), amiral et grand connétable d'Aragon ;
- Catherine de Cardona.
- Pierre de Cardona (mort en 1530), évêque d'Urgell, président de la Généralité de Catalogne, archevêque de Tarragone et vice-roi de Catalogne[3].

À la suite de la mort de Jeanne d'Urgell en 1455, il se remarie avec Isabelle de Cabrera, fille du vicomte de Cabrera et grand connétable Bernard Jean, mais leur union reste sans enfant.
Avec une dame inconnue, il a un fils naturel :
- Pierre de Cardona.